# It's No Good
It's No Good este o piesă a formației britanice Depeche Mode. Piesa a apărut pe albumul Ultra, în 1997.